# Nižná Hutka
Nižná Hutka és un poble i municipi d'Eslovàquia. Es troba a la regió de Košice, a l'est del país.

## Història
La primera referència escrita de la vila data del 1293.

## Demografia
| Godina             | 1994 | 2004    | 2014    | 2024   |
| ------------------ | ---- | ------- | ------- | ------ |
| Nombre de persones | 404  | 511     | 590     | 609    |
| Diferència         |      | +26,48% | +15,45% | +3,22% |

| Godina             | 2023 | 2024 |
| ------------------ | ---- | ---- |
| Nombre de persones | 609  | 609  |
| Diferència         |      | +0%  |